# Jaina Lee Ortiz
Jaina Lee Ortiz (* 20. listopadu 1986, Fort Ord, Kalifornie, Spojené státy americké) je americká herečka a tanečnice. Proslavila se rolí Annalise Villy v policejním dramatu stanice Fox Vražedné Miami, ve kterém hrála od roku 2015 do roku 2017. V roce 2018 začala hrát hlavní roli v seriálu stanice ABC Station 19.

## Životopis
Ortiz se narodila v Kalifornii, ale vyrostla v Bronxu v New Yorku. Její otec je Joe Oritz, newyorský detektiv. Začala tančit v devíti letech, zúčastňovala se lekcí salsy a mamba. V patnácti letech začala tanec vyučovat. V šestnácti letech začala cestovat mezinárodně jako profesionální instruktorka a tanečnice.

## Kariéra
Jako herečka se objevila v několik studentských filmech. Poté studovala dva roky ve studiu Maggie Flanigan, kde se naučila Meisnerovu techniku. V roce 2009 se zúčastnila konkurzu do reality show stanice VH1 Scream Queens, ve které soutěžila s dalšími devíti začínajícími herečkami o výhru v podobě role v připravovaném filmu. Seriál měl premiéru dne 2. srpna 2010 a ve finálovém díle se umístila na druhém místě.
V roce 2013 získala jednu z hlavních rolí v seriálu The After. V roce 2015 byla obsazena do role v seriálu Vražedné Miami. Po dvou řadách byl seriál zrušen. Později v roce 2017 byla obsazena do vedlejší role v druhé řadě seriálu Shooter. Samu sebe si zahrála ve filmu Girls Trip.
V roce 2017 byla obsazena do hlavní role spin-offu seriálu Chirurgové nazvaném Station 19.

## Filmografie

### Film
| Rok  | Název            | Role         | Poznámky            |
| ---- | ---------------- | ------------ | ------------------- |
| 2004 | Sad Spanish Song | Spanish Rice |                     |
| 2008 | High Voltage     | Dancer       | krátkometrážní film |
| 2012 | Misfire          | I.C.         |                     |
| 2013 | Laid Out         | Daniela      | krátkometrážní film |
| 2017 | Girls Trip       | Samu sebe    |                     |

### Televize
| Rok        | Název          | Role                  | Poznámky              |
| ---------- | -------------- | --------------------- | --------------------- |
| 2010       | Scream Queens  | Herself               | soutěžící, 2. místo   |
| 2012       | The Shop       | Samu sebe             | 6 dílů                |
| 2014       | The After      | strážnice Marly Muñoz | pilotní díl           |
| 2015–2017  | Vražedné Miami | Annalise Villa        | hlavní role, 44 dílů  |
| 2017       | Odstřelovač    | Angela Tio            | vedlejší role, 4 díly |
| 2018–2019  | Chirurgové     | Andy Herrera          | 3 díly                |
| 2018–dosud | Station 19     | Andy Herrera          | hlavní role           |